# Диметилфталат
Диметилфталат (репудин, ДМФ) — диметиловый эфир о-фталевой кислоты, С6Н4(СООСН3)2

## Физические свойства
- Бесцветная жидкость со слабым запахом.
- Тпл.=0…+2 °C, Ткип.=282,0 °C.
- Растворим в этаноле, бензоле, диэтиловом эфире, ацетоне, хлороформе; растворимость в воде 0,5 % (+25 °C).
- Токсичен; ПДК в воздухе рабочей зоны 0,3 мг/м³; имеет нейротоксическое и нефротоксическое действие; быстрый метаболизм с образованием метилового спирта.

## Получение
Получают этерификацией фталевого ангидрида метанолом в присутствии кислого катализатора, напр. H2SO4, при 100—120 °C. Реакционную смесь нейтрализуют водными растворами гидроксидов или карбонатов щелочных металлов, отмывают водой и перегоняют в вакууме.

## Применение
Применяют в качестве пластификатора эфиров целлюлозы, виниловых полимеров, каучуков; компонента репеллентов для отпугивания кровососущих членистоногих (комаров, клещей).